# Championnat sud-américain de football de 1953
Navigation
Brésil 1949 Chili 1955
Le Championnat sud-américain de football de 1953 est la vingt-deuxième édition du championnat sud-américain de football des nations, connu comme la Copa América depuis 1975, qui a eu lieu à Lima au Pérou du 22 février au 1er avril 1953.
Les pays participants sont la Bolivie, le Brésil, le Chili, l'Équateur, le Paraguay, le Pérou et l'Uruguay. Le Paraguay est initialement choisi pour organiser le tournoi, mais la LPF décide de ne pas le faire sur son propre territoire, affirmant qu'ils ne disposent pas des infrastructures adéquates. Finalement, le Pérou est désigné pour abriter la compétition.
Le Brésil et le Paraguay terminent la poule en tête à égalité de points ; une finale est donc disputée entre les deux équipes et c'est le Paraguay qui prend sa revanche de l'édition précédente en s'imposant sur le score de trois buts à deux.

## Résultats

### Championnat
Les sept équipes participantes sont réunies au sein d'une poule unique et disputent un championnat où chaque formation rencontre une fois ses adversaires. À l'issue de la dernière journée, normalement l'équipe totalisant le plus de points remporte la compétition. Cependant, les deux premiers terminant à égalité de points, une finale est disputée pour attribuer le titre.

#### Classement
|   | Équipe   | Pts | J | G | N | P | BP | BC | Diff |
| - | -------- | --- | - | - | - | - | -- | -- | ---- |
| 1 | Brésil   | 8   | 6 | 4 | 0 | 2 | 15 | 6  | +9   |
| 1 | Paraguay | 8   | 6 | 3 | 2 | 1 | 11 | 6  | +5   |
| 3 | Uruguay  | 7   | 6 | 3 | 1 | 2 | 15 | 6  | +9   |
| 4 | Chili    | 7   | 6 | 3 | 1 | 2 | 10 | 10 | 0    |
| 5 | Pérou    | 7   | 6 | 3 | 1 | 2 | 4  | 6  | -2   |
| 6 | Bolivie  | 3   | 6 | 1 | 1 | 4 | 6  | 15 | -9   |
| 7 | Équateur | 2   | 6 | 0 | 2 | 4 | 1  | 13 | -12  |

| 22 février | Bolivie  | 1 | 0 | Pérou    |
| 25 février | Paraguay | 3 | 0 | Chili    |
| 25 février | Uruguay  | 2 | 0 | Bolivie  |
| 28 février | Pérou    | 1 | 0 | Équateur |
| 1er mars   | Brésil   | 8 | 1 | Bolivie  |
| 1er mars   | Chili    | 3 | 2 | Uruguay  |
| 4 mars     | Paraguay | 0 | 0 | Équateur |
| 4 mars     | Chili    | 0 | 0 | Pérou    |
| 8 mars     | Bolivie  | 1 | 1 | Équateur |
| 8 mars     | Pérou    | 2 | 2 | Paraguay |
| 12 mars    | Paraguay | 2 | 2 | Uruguay  |
| 12 mars    | Brésil   | 2 | 0 | Équateur |
| 15 mars    | Brésil   | 1 | 0 | Uruguay  |
| 16 mars    | Paraguay | 2 | 1 | Bolivie  |
| 19 mars    | Chili    | 3 | 0 | Équateur |
| 19 mars    | Pérou    | 1 | 0 | Brésil   |
| 23 mars    | Brésil   | 3 | 2 | Chili    |
| 23 mars    | Uruguay  | 6 | 0 | Équateur |
| 27 mars    | Paraguay | 2 | 1 | Brésil   |
| 28 mars    | Chili    | 2 | 2 | Bolivie  |
| 28 mars    | Uruguay  | 3 | 0 | Pérou    |

#### Matchs
| 22 février 1953                                                                                   | Bolivie    | 1 – 0 | Pérou | Estadio Nacional (Lima)                        |                                                |
|                                                                                                   | Ugarte 53e | (0 - 0) |       | Spectateurs : 50 000 Arbitrage : George Rhoden | Spectateurs : 50 000 Arbitrage : George Rhoden |
| E. Gutiérrez - González, Bustamante - Vargas, Santos, Cabrera - Brown, Mena, Ugarte, López, Alcón | Équipes    | Asca - Brush, Delgado - Goyeneche ( Villamares), Heredia, Calderón - Navarrete, Drago, Castillo ( Reyes), Barbadillo ( Bassa), Torres |       | Spectateurs : 50 000 Arbitrage : George Rhoden | Spectateurs : 50 000 Arbitrage : George Rhoden |

| 25 février 1953                                                                                       | Paraguay                       | 3 – 0 | Chili | Estadio Nacional (Lima)                           |                                                   |
| | Fernández 54e, 75e · Berni 78e | (0 - 0) |       | Spectateurs : 45 000 Arbitrage : Richard Maddison | Spectateurs : 45 000 Arbitrage : Richard Maddison |
| Riquelme - Maciel, Cabrera - Gavilán, Leguizamón, Hermosilla - Berni, López, Fernández, Romero, Gómez | Équipes                        | Livingstone - Farías, Álvarez - Cortés, Roldán, Arenas ( Sáez) - Hormazábal, Cremaschi ( Carrasco), Meléndez, Molina, Díaz Carmona |       | Spectateurs : 45 000 Arbitrage : Richard Maddison | Spectateurs : 45 000 Arbitrage : Richard Maddison |

| 25 février 1953 | Uruguay                    | 2 – 0 | Bolivie | Estadio Nacional (Lima)                       |                                               |
| | Puente 11e · C. Romero 88e | (1 - 0) |         | Spectateurs : 45 000 Arbitrage : Charles Dean | Spectateurs : 45 000 Arbitrage : Charles Dean |
| Radiche - González, D. Rodríguez - Cardozo, Carranza ( 66e H. Romero), Vanoli - Puente, C. Romero, Méndez ( 46e Morel), Bentancor, Peláez | Équipes                    | E. Gutiérrez - González, Bustamante - Vargas, Santos, Cabrera - Brown ( Sánchez), Mena, Ugarte, López ( B. Gutiérrez), Alcón |         | Spectateurs : 45 000 Arbitrage : Charles Dean | Spectateurs : 45 000 Arbitrage : Charles Dean |

| 28 février 1953 | Pérou             | 1 – 0 | Équateur | Estadio Nacional (Lima)                        |                                                |
| | Gómez Sánchez 78e | (0 - 0) |          | Spectateurs : 50 000 Arbitrage : George Rhoden | Spectateurs : 50 000 Arbitrage : George Rhoden |
| Asca - Allen, Delgado - Goyeneche ( Villamares), Heredia, Calderón - Rivera, Drago ( Castillo), Gómez Sánchez, Barbadillo ( Bassa), Torres | Équipes           | Bonnard - Sánchez, Henríquez - Marín ( Solórzano), Izaguirre, Riveros ( Zambrano) - Arteaga, Pinto, Chuchuca ( Marañón), Vargas, Guzmán |          | Spectateurs : 50 000 Arbitrage : George Rhoden | Spectateurs : 50 000 Arbitrage : George Rhoden |

| 1er mars 1953 | Brésil                                                           | 8 – 1 | Bolivie           | Estadio Nacional (Lima)                           |                                                   |
| | Julinho 18e, 20e, 42e, 52e · Rodrigues 25e, 44e · Pinga 39e, 60e | (6 - 0) | Ugarte 73e (pen.) | Spectateurs : 45 000 Arbitrage : Richard Maddison | Spectateurs : 45 000 Arbitrage : Richard Maddison |
| Castilho ( Gilmar) - Djalma Santos ( Haroldo), Pinheiro - Nílton Santos, Bauer, Danilo - Julinho, Zizinho, Ipojucan, Pinga ( Ademir), Rodrigues | Équipes                                                          | E. Gutiérrez - González, Bustamante - Vargas, Valencia ( Santos), Cabrera - Brown, Mena, Ugarte, López ( Díaz), Alcón |                   | Spectateurs : 45 000 Arbitrage : Richard Maddison | Spectateurs : 45 000 Arbitrage : Richard Maddison |

| 1er mars 1953 | Chili               | 3 – 2 | Uruguay                  | Estadio Nacional (Lima)                       |                                               |
| | Molina 5e, 55e, 67e | (1 - 0) | Morel 70e · Balseiro 81e | Spectateurs : 45 000 Arbitrage : Charles Dean | Spectateurs : 45 000 Arbitrage : Charles Dean |
| Livingstone - Farías, Álvarez - Cortés, Roldán, Sáez - Hormazábal ( Carrasco), Cremaschi, Meléndez, Molina ( Tello), Hurtado | Équipes             | Radiche - González, D. Rodríguez ( 46e Martínez) - Rivera, Carballo, Cruz - Puente, C. Romero ( 46e Quiroga), Morel, Souto, Peláez ( 46e Balseiro) |                          | Spectateurs : 45 000 Arbitrage : Charles Dean | Spectateurs : 45 000 Arbitrage : Charles Dean |

| 4 mars 1953 | Paraguay | 0 – 0 | Équateur | Estadio Nacional (Lima)                                |                                                        |
| |          | (0 - 0) |          | Spectateurs : 45 000 Arbitrage : Mário Silveira Vianna | Spectateurs : 45 000 Arbitrage : Mário Silveira Vianna |
| Riquelme - Maciel, Cabrera - Gavilán, Leguizamón, Hermosilla - Berni, López ( Lacasa), Fernández, Romero ( Ayala), Gómez | Équipes  | Bonnard - Sánchez, Henríquez - Marín, Izaguirre, Riveros - Marañón, Pinto, Balseca, Vargas, De la Torre ( Guzmán) |          | Spectateurs : 45 000 Arbitrage : Mário Silveira Vianna | Spectateurs : 45 000 Arbitrage : Mário Silveira Vianna |

| 4 mars 1953 | Chili   | 0 – 0 | Pérou | Estadio Nacional (Lima)                           |                                                   |
| |         | (0 - 0) |       | Spectateurs : 45 000 Arbitrage : Richard Maddison | Spectateurs : 45 000 Arbitrage : Richard Maddison |
| Livingstone - Farías, Álvarez - Cortés, Carrasco ( Roldán), Arenas - Hormazábal, Cremaschi, Meléndez, Molina, Díaz Carmona ( Rojas) | Équipes | Asca - Allen, Delgado - Villamares, Heredia, Calderón - Rivera ( Reyes), Drago, Gómez Sánchez, Castillo ( Barbadillo), Torres ( Navarrete) |       | Spectateurs : 45 000 Arbitrage : Richard Maddison | Spectateurs : 45 000 Arbitrage : Richard Maddison |

| 8 mars 1953                                                                                               | Bolivie   | 1 – 1 | Équateur  | Estadio Nacional (Lima)                          |                                                  |
| | Alcón 25e | (1 - 1) | Guzmán 6e | Spectateurs : 45 000 Arbitrage : Charles McKenna | Spectateurs : 45 000 Arbitrage : Charles McKenna |
| E. Gutiérrez - González, Bustamante - Vargas, Santos, Cabrera - Brown, Mena, Ugarte, Díaz ( López), Alcón | Équipes   | Bonnard - Sánchez, Henríquez - Marín, Izaguirre ( Solís), Riveros - Marañón, Pinto ( Arteaga), Balseca, Maldonado ( Vargas), Guzmán |           | Spectateurs : 45 000 Arbitrage : Charles McKenna | Spectateurs : 45 000 Arbitrage : Charles McKenna |

| 8 mars 1953 | Pérou                         | 2 – 2 | Paraguay                  | Estadio Nacional (Lima)                           |                                                   |
| | Gómez Sánchez 47e · Terry 53e | (0 - 1) | Fernández 36e · Berni 77e | Spectateurs : 45 000 Arbitrage : Richard Maddison | Spectateurs : 45 000 Arbitrage : Richard Maddison |
| Asca - Allen, Delgado - Villamares, Heredia, Calderón - Terry ( Torres), Drago, Gómez Sánchez ( Reyes), Barbadillo ( Bassa), Navarrete | Équipes                       | Riquelme ( Noceda) - Maciel, Cabrera - Gavilán ( Herrera), Leguizamón, Hermosilla - Berni, López ( Ayala), Fernández, Romero ( Arce), Gómez |                           | Spectateurs : 45 000 Arbitrage : Richard Maddison | Spectateurs : 45 000 Arbitrage : Richard Maddison |

| 12 mars 1953                                                                                                  | Paraguay              | 2 – 2 | Uruguay           | Estadio Nacional (Lima)                        |                                                |
| | López 25e · Berni 52e | (1 - 1) | Balseiro 36e, 55e | Spectateurs : 35 000 Arbitrage : David Gregory | Spectateurs : 35 000 Arbitrage : David Gregory |
| Noceda - Olmedo, Herrera - Gavilán, Leguizamón, Hermosilla - Berni, Lacasa, Fernández, Romero, Gómez ( López) | Équipes               | Radiche ( 32e P. Rodríguez) - González, Martínez - Rivera, Carballo, Cruz ( 17e Vanoli) - Puente, C. Romero, Morel ( 15e Méndez), Balseiro, Peláez |                   | Spectateurs : 35 000 Arbitrage : David Gregory | Spectateurs : 35 000 Arbitrage : David Gregory |

| 12 mars 1953 | Brésil                   | 2 – 0 | Équateur | Estadio Nacional (Lima)                           |                                                   |
| | Ademir 18e · Cláudio 55e | (1 - 0)                                                                                                   |          | Spectateurs : 35 000 Arbitrage : Richard Maddison | Spectateurs : 35 000 Arbitrage : Richard Maddison |
| Barbosa - Djalma Santos, Pinheiro - Alfredo Ramos, Ely, Brandãozinho - Cláudio, Didí, Baltazar, Ademir, Rodrigues | Équipes                  | Bonnard - Sánchez, Henríquez - Marín, Lovato, Solís - Chuchuca ( Marañón), Pinto, Balseca, Vargas, Guzmán |          | Spectateurs : 35 000 Arbitrage : Richard Maddison | Spectateurs : 35 000 Arbitrage : Richard Maddison |

| 15 mars 1953 | Brésil       | 1 – 0 | Uruguay | Estadio Nacional (Lima)                          |                                                  |
| | Ipojucan 87e | (0 - 0) |         | Spectateurs : 45 000 Arbitrage : Charles McKenna | Spectateurs : 45 000 Arbitrage : Charles McKenna |
| Castilho - Djalma Santos, Pinheiro - Nílton Santos, Ely, Brandãozinho ( 46e Danilo) - Julinho, Zizinho, Ipojucan, Pinga ( 56e Ademir ( 75e Baltazar)), Rodrigues | Équipes      | Radiche - González, Martínez - Rivera, Carballo, Vanoli - Puente ( 72e Souto), C. Romero, Morel ( 74e Bentancor), Balseiro, Peláez ( 83e Morán) |         | Spectateurs : 45 000 Arbitrage : Charles McKenna | Spectateurs : 45 000 Arbitrage : Charles McKenna |

| 16 mars 1953 | Paraguay               | 2 – 1 | Bolivie    | Estadio Nacional (Lima)                        |                                                |
| | Romero 17e · Berni 22e | (2 - 0) | Santos 76e | Spectateurs : 15 000 Arbitrage : David Gregory | Spectateurs : 15 000 Arbitrage : David Gregory |
| Riquelme - Olmedo, Herrera - Gavilán, Leguizamón, Hermosilla - Berni, López ( Lacasa), Fernández, Romero, Gómez | Équipes                | E. Gutiérrez - González, Bustamante - Vargas, Santos, Cabrera - Brown ( Sánchez), Mena, Ugarte, López, Alcón |            | Spectateurs : 15 000 Arbitrage : David Gregory | Spectateurs : 15 000 Arbitrage : David Gregory |

| 19 mars 1953                                                                                              | Chili                           | 3 – 0 | Équateur | Estadio Nacional (Lima)                           |                                                   |
| | Molina 33e, 47e · Cremaschi 70e | (1 - 0) |          | Spectateurs : 55 000 Arbitrage : Richard Maddison | Spectateurs : 55 000 Arbitrage : Richard Maddison |
| Livingstone - Farías, Álvarez - Cortés, Roldán, Sáez - Hormazábal, Cremaschi, Rojas, Molina, Díaz Carmona | Équipes                         | Bonnard - Sánchez, Henríquez - Marín, Lovato ( Izaguirre ( Riveros)), Solís - Chuchuca ( Marañón), Pinto, Balseca, Vargas, Guzmán |          | Spectateurs : 55 000 Arbitrage : Richard Maddison | Spectateurs : 55 000 Arbitrage : Richard Maddison |

| 19 mars 1953 | Pérou         | 1 – 0 | Brésil | Estadio Nacional (Lima)                          |                                                  |
| | Navarrete 51e | (0 - 0) |        | Spectateurs : 55 000 Arbitrage : Charles McKenna | Spectateurs : 55 000 Arbitrage : Charles McKenna |
| Asca - Allen, Delgado - Villamares, Heredia, Calderón - Terry ( Rivera), Drago ( Bassa), Navarrete, Barbadillo, Torres | Équipes       | Castilho - Djalma Santos, Pinheiro - Nílton Santos, Ely, Brandãozinho ( Danilo) - Julinho, Zizinho, Ipojucan ( Baltazar), Pinga, Rodrigues ( Didí) |        | Spectateurs : 55 000 Arbitrage : Charles McKenna | Spectateurs : 55 000 Arbitrage : Charles McKenna |

| 23 mars 1953                                                                                                | Brésil                                   | 3 – 2 | Chili           | Estadio Nacional (Lima)                           |                                                   |
| | Julinho 1re · Zizinho 53e · Baltazar 70e | (1 - 0) | Molina 62e, 76e | Spectateurs : 35 000 Arbitrage : Richard Maddison | Spectateurs : 35 000 Arbitrage : Richard Maddison |
| Castilho - Djalma Santos, Pinheiro - Nílton Santos, Bauer, Danilo - Julinho, Zizinho, Baltazar, Pinga, Didí | Équipes                                  | Livingstone - Farías, Álvarez - Cortés, Roldán ( Olivos), Sáez ( Díaz Carmona) - Hormazábal, Cremaschi, Meléndez, Molina, Hurtado |                 | Spectateurs : 35 000 Arbitrage : Richard Maddison | Spectateurs : 35 000 Arbitrage : Richard Maddison |

| 23 mars 1953 | Uruguay                                                                         | 6 – 0 | Équateur | Estadio Nacional (Lima)                        |                                                |
| | Méndez 12e · Puente 51e · Peláez 58e · Morel 60e · C. Romero 86e · Balseiro 88e | (1 - 0) |          | Spectateurs : 35 000 Arbitrage : David Gregory | Spectateurs : 35 000 Arbitrage : David Gregory |
| Radiche - González, Martínez - Rivera, Carballo, Vanoli ( 46e Cruz) - Puente ( 49e Morel), C. Romero, Méndez, Balseiro, Peláez | Équipes                                                                         | Bonnard - Sánchez, Henríquez - Solórzano ( Zambrano), Izaguirre, Riveros ( Solís) - Marañón, Pinto ( Vargas), Balseca, Arteaga, De la Torre |          | Spectateurs : 35 000 Arbitrage : David Gregory | Spectateurs : 35 000 Arbitrage : David Gregory |

| 27 mars 1953 | Paraguay             | 2 – 1 | Brésil            | Estadio Nacional (Lima)                       |                                               |
| | López 49e · León 89e | (0 - 1) | Nílton Santos 12e | Spectateurs : 35 000 Arbitrage : Charles Dean | Spectateurs : 35 000 Arbitrage : Charles Dean |
| Riquelme - Olmedo, Herrera - Gavilán, Leguizamón, Hermosilla - Berni, López ( 85e León), Fernández, Romero ( Lacasa), Gómez ( González) | Équipes              | Castilho - Djalma Santos, Pinheiro - Nílton Santos, Bauer, Danilo - Julinho ( Cláudio), Zizinho ( Ipojucan), Baltazar, Rodrigues, Didí ( Pinga) |                   | Spectateurs : 35 000 Arbitrage : Charles Dean | Spectateurs : 35 000 Arbitrage : Charles Dean |

| 28 mars 1953 | Chili                           | 2 – 2                                                                                        | Bolivie                | Estadio Nacional (Lima)                           |                                                   |
| | Meléndez 28e · Díaz Carmona 52e | (1 - 1)                                                                                      | Santos 15e · Alcón 49e | Spectateurs : 45 000 Arbitrage : Richard Maddison | Spectateurs : 45 000 Arbitrage : Richard Maddison |
| Livingstone - Farías, Álvarez - Cortés, Carrasco ( Roldán), Arenas - Hormazábal, Cremaschi, Meléndez ( Rojas), Molina, Díaz Carmona | Équipes                         | Reinoso - González, Bustamante - Vargas, Santos, Miranda - Brown, Mena, Ugarte, López, Alcón |                        | Spectateurs : 45 000 Arbitrage : Richard Maddison | Spectateurs : 45 000 Arbitrage : Richard Maddison |

| 28 mars 1953 | Uruguay                         | 3 – 0 | Pérou | Estadio Nacional (Lima)                                |                                                        |
| | Peláez 23e, 57e · C. Romero 71e | (1 - 0) |       | Spectateurs : 45 000 Arbitrage : Mário Silveira Vianna | Spectateurs : 45 000 Arbitrage : Mário Silveira Vianna |
| Radiche - González, Martínez - Rivera, Carballo, Cruz - Morel ( 61e Bentancor), C. Romero, Souto, Balseiro, Peláez | Équipes                         | Asca - Allen, Delgado - Villamares, Heredia, Calderón - Terry ( Rivera), Drago ( Bassa), Navarrete, Barbadillo, Torres ( Castillo) |       | Spectateurs : 45 000 Arbitrage : Mário Silveira Vianna | Spectateurs : 45 000 Arbitrage : Mário Silveira Vianna |

### Finale
| 1er avril 1953 | Paraguay                                | 3 – 2 | Brésil            | Estadio Nacional (Lima)                       |                                               |
| | López 14e · Gavilán 17e · Fernández 41e | (3 - 0) | Baltazar 56e, 65e | Spectateurs : 35 000 Arbitrage : Charles Dean | Spectateurs : 35 000 Arbitrage : Charles Dean |
| Riquelme - Olmedo, Herrera - Gavilán, Leguizamón, Hermosilla - Berni, López ( 85e Parodi), Fernández, Romero ( Lacasa), Gómez ( González) | Équipes                                 | Castilho - Djalma Santos, Haroldo - Nílton Santos ( Alfredo Ramos), Bauer, Brandãozinho - Julinho, Pinga ( Ipojucan), Baltazar, Didí, Cláudio |                   | Spectateurs : 35 000 Arbitrage : Charles Dean | Spectateurs : 35 000 Arbitrage : Charles Dean |

| Championnat sud-américain de football de 1953 - Vainqueur Paraguay 1er titre |

## Meilleurs buteurs
7 buts
- Francisco Molina

5 buts
- Julinho

4 buts
- Ángel Berni
- Rubén Fernández
- Osvaldo Balseiro